# Agustín Farabundo Martí
Agustín Farabundo Martí Rodríguez (Teotepeque, El Salvador, 5 de mayo de 1893, San Salvador-1 de febrero de 1932) fue un revolucionario y político comunista salvadoreño.

## Biografía

### Inicios
Nació en Teotepeque, departamento de La Libertad, el 5 de mayo de 1893. Su padre, Pedro Martí, fue alcalde en Teotepeque y propietario de extensas propiedades, y su madre fue Socorro Rodríguez de Martí. Fue el sexto de catorce hermanos; cinco de ellos murieron en la infancia. Según datos no confirmados, el apellido de su padre era "Mártir" pero fue cambiado a "Martí" debido a sus simpatías por José Martí, político y escritor cubano.El joven Farabundo creció rodeado de pobres campesinos, con los que se identificó más tarde en su vida. Sus biógrafos lo describen como un niño precoz y sensible que no podía entender las diferencias entre los hombres. Cuando su padre decidió no dividir la tierra familiar entre sus hijos, Martí se inscribió en la Facultad de Jurisprudencia y Ciencias Sociales de la Universidad Nacional.

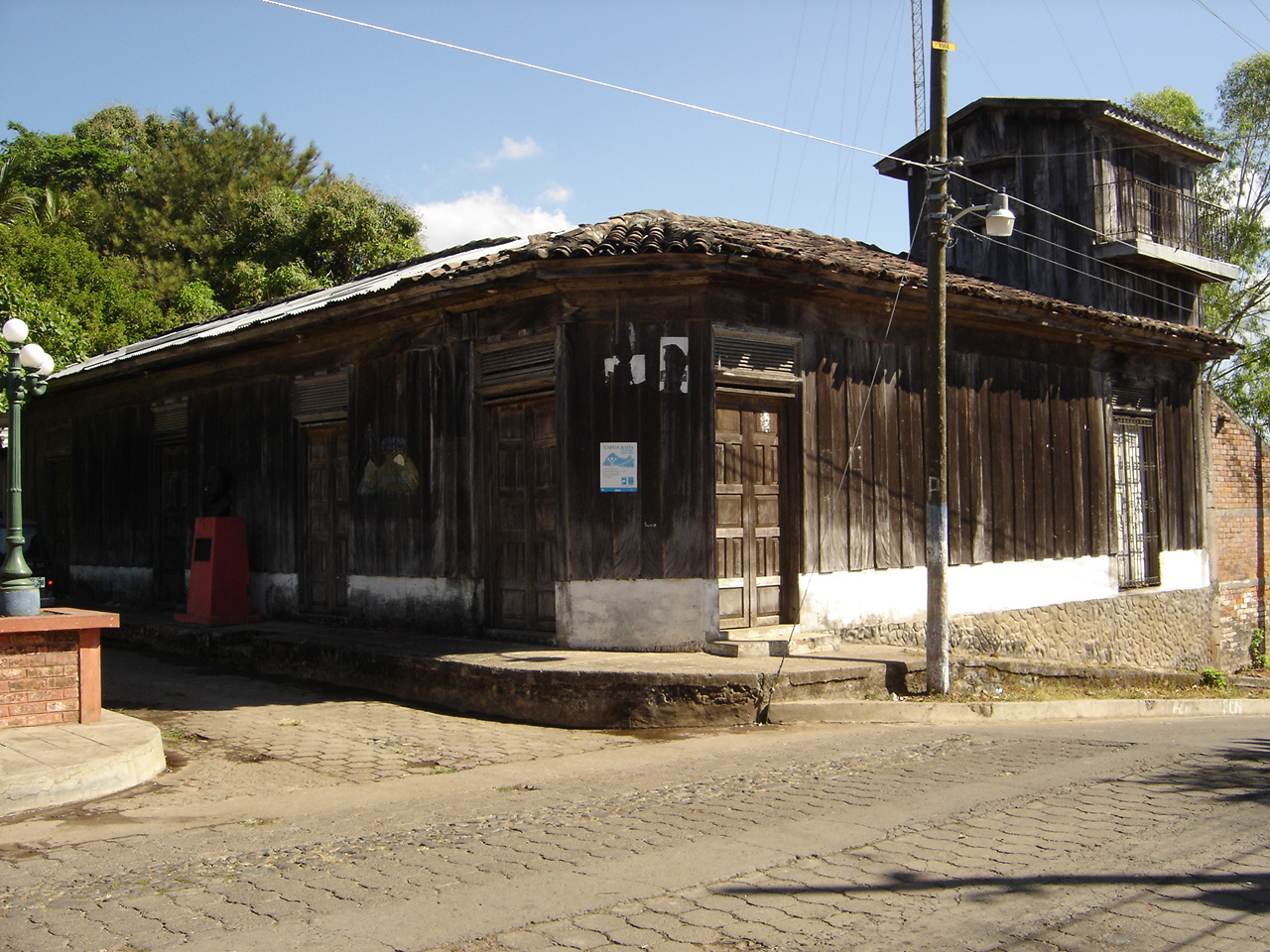
Casa donde Nació Agustín Farabundo Martí, Teotepeque, El Salvador.

 Se graduó en el Colegio Salesiano Santa Cecilia de Santa Tecla donde obtuvo un diploma de bachiller en ciencias y letras en 1913. Realizó estudios de Derecho en la Facultad de Jurisprudencia y Ciencias Sociales de la Universidad de El Salvador. En la universidad tuvo discusiones con el profesor de sociología Victoriano López Ayala, llegando a veces a las ofensas personales. Sus desencanto con la universidad y la fricción con los profesores llevó a Martí a solo asistir a la universidad para tener acceso a textos marxistas y anarquistas. Desde el principio se sintió frustrado por la falta de discusión abierta en su universidad y comenzó a leer de forma independiente textos anarquistas y comunistas en la biblioteca. Se involucró en el incipiente movimiento obrero y participó en las primeras huelgas celebradas en El Salvador (1920). Al mismo tiempo, provocó un duelo con su profesor, Victoriano López Ayala, sobre la naturaleza de la cognición. Por ello, Martí y su amigo José Luis Barrientos fueron exiliados a Guatemala en 1920. 

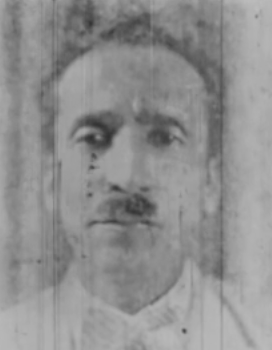
Farabundo Martí en 1921. Encarcelado o expulsado varias veces por las autoridades salvadoreñas, Martí provenía de una familia relativamente acomodada. Fue educado en la Universidad de El Salvador donde sus actitudes políticas fueron influenciadas por los escritos de Karl Marx y otros teóricos comunistas.

### Participación en organizaciones
En los primeros meses de 1920, Martí tomó parte en una manifestación hecha en el parque Bolívar durante el gobierno de Jorge Meléndez; esta manifestación fue organizada por José Luis Barrientos para hacer notar la presencia de guatemaltecos en el país. Martí fue encarcelado junto a Barrientos por pronunciarse en contra del gobierno guatemalteco del presidente Manuel Estrada Cabrera y en apoyo a los exiliados guatemaltecos. Fue allí cuando Martí fue exiliado y viajó a Guatemala, México, Cuba, Jamaica británica, Estados Unidos y Nicaragua. Estando Martí exiliado en Guatemala, en el año 1925, participó en la fundación del Partido Comunista Centroamericano. Allí también conoció, entre los chicleros a una mujer indígena con quien procreó a una hijo, de cuya existencia se conoce solamente por la correspondencia que sostuvo en esos años con su hermana menor. Ese encuentro llevaría a Martí a abrazar sin reserva la causa de los indígenas nonualcos en 1932, a pesar de las dudas de sus camaradas comunistas. Solo hay registros fragmentarios de los movimientos de Martí para el período de 1920 a 1925, pero generalmente se cree que pasó este tiempo viviendo entre los mayas quiché y haciendo contactos entre los trabajadores asalariados rurales de Guatemala. Viajó con frecuencia, trabajando como panadero y albañil y haciendo otros trabajos ocasionales en Guatemala y Honduras; también sirvió con los Batallones Rojos en México, convirtiéndose en sargento. Al parecer, Martí tomó una visión pesimista de la revolución aún joven de este último país, ya que una vez comentó: «Desgraciadamente, los trabajadores de México han sido capturados por la burguesía». En 1925, Martí y algunos otros intelectuales disidentes fundaron el Partido Socialista Centroamericano en Ciudad de Guatemala, que se comprometió a trabajar por la unidad del istmo. Tuvieron un breve éxito en persuadir a las legislaturas de Guatemala, El Salvador y Honduras para que patrocinaran una república tripartita, pero carecían de apoyo en Costa Rica y Nicaragua, y el partido se desintegró. Martí pasó los últimos años de la década de 1920 dentro y fuera de las cárceles salvadoreñas, con períodos intermitentes de exilio. Pasó algún tiempo en California, donde conoció a varios miembros comprensivos de la Defensa Internacional del Trabajo y se aseguró un puesto como representante salvadoreño del Socorro Rojo (Ayuda Roja), una organización laboral socialista.

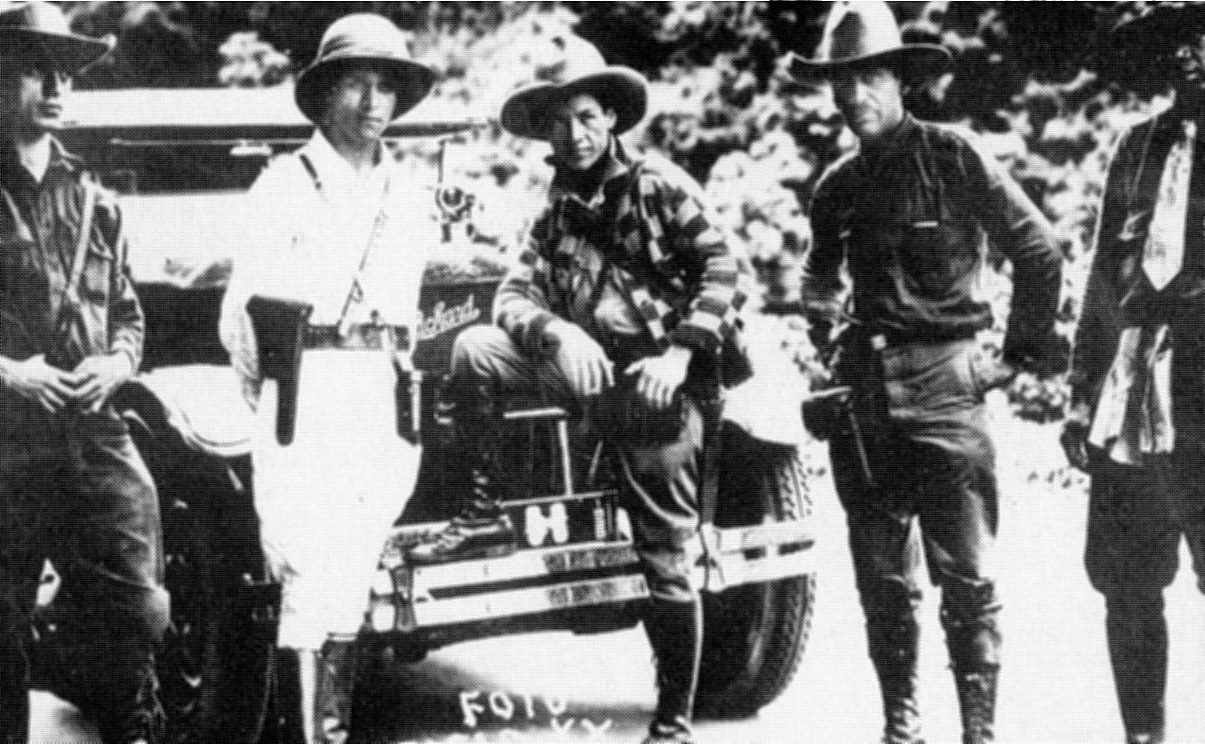
Augusto Sandino (centro) Farabundo Martí, (Centro Derecha).

En ese mismo año regresó a El Salvador como delegado del Socorro Rojo Internacional y colaboró en la organización de la Federación Regional de Trabajadores Salvadoreños. Fue detenido y expulsado del país en varias ocasiones y, desde el exterior, continuó con su trabajo de organización y propaganda, como delegado de la Internacional Comunista.

### Socorro Rojo en El Salvador
La liga Pro-Luchadores Perseguidos fue en principio conformada por Víctor M. Angulo, quien fue su secretario general. Otros altos oficiales fueron Tomás Coto González, quien ejerció como secretario de dicha Organización; Juan A. Guardado, secretario de Propaganda, y Rafael Bondanza, secretario financiero. Este último se convirtió en la mano derecha de Agustín Farabundo Martí, así mismo tuvo una prominente participación en el levantamiento salvadoreño de 1932, tras el cual fue capturado y luego fusilado. 
En 1928 viajó a Estados Unidos, donde entró en la Liga Antiimperialista de las Américas, agrupación que lo envió como representante a Nicaragua. Durante una temporada desempeñó las funciones de secretario del dirigente popular nicaragüense Augusto César Sandino, y el 4 de mayo de 1929 fue nombrado coronel efectivo del Ejército Defensor de la Soberanía Nacional de Nicaragua.

## Legión Latinoamericana
La Legión Latinoamericana, también conocida como la Brigada Internacional, estuvo compuesta por intelectuales, líderes obreros y campesinos, y hasta estudiantes, que llegaban de distintos países de América Latina hasta las montañas de Las Segovias, algunos pelearon como soldados de línea, otros sirvieron en el Estado Mayor, como secretarios de Sandino, otros actuaron como voceros de la gesta sandinista ante la prensa mundial Agustín Farabundo Martí, salvadoreño, enviado en 1928 como representante de la Liga Antiimperialista de las Américas. También actuó como secretario de Sandino con el grado de coronel.

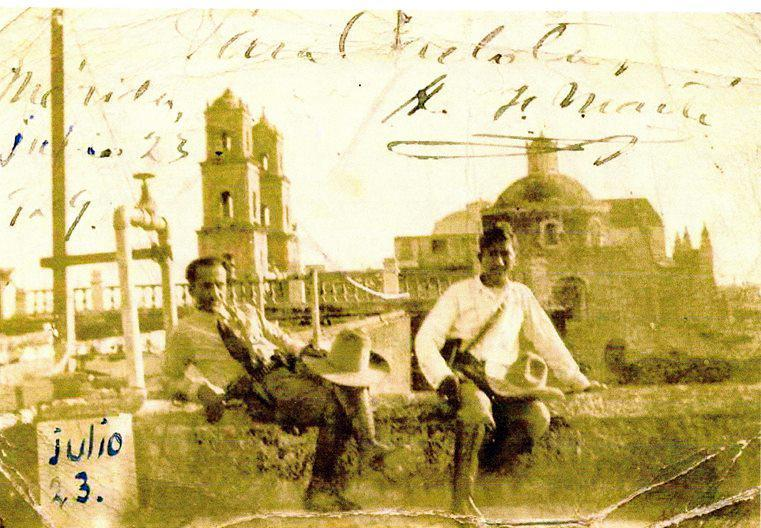
Farabundo Martí (izquierda) y Augusto César Sandino (derecha) en México 1929. Martí pasó unos meses en Nicaragua con el destacado líder guerrillero de ese país, Augusto César Sandino. Marti y Sandino se separaron por la negativa de los nicaragüenses a añadir florecimientos marxistas a su batalla nacionalista contra una fuerza de ocupación estadounidense.

 Otra de las causas de su distanciamiento y hasta enemistad, fue la alianza de Sandino con los masones mexicanos, cosa que para Farabundo era inaceptable, un hecho de traición a las causas populares.

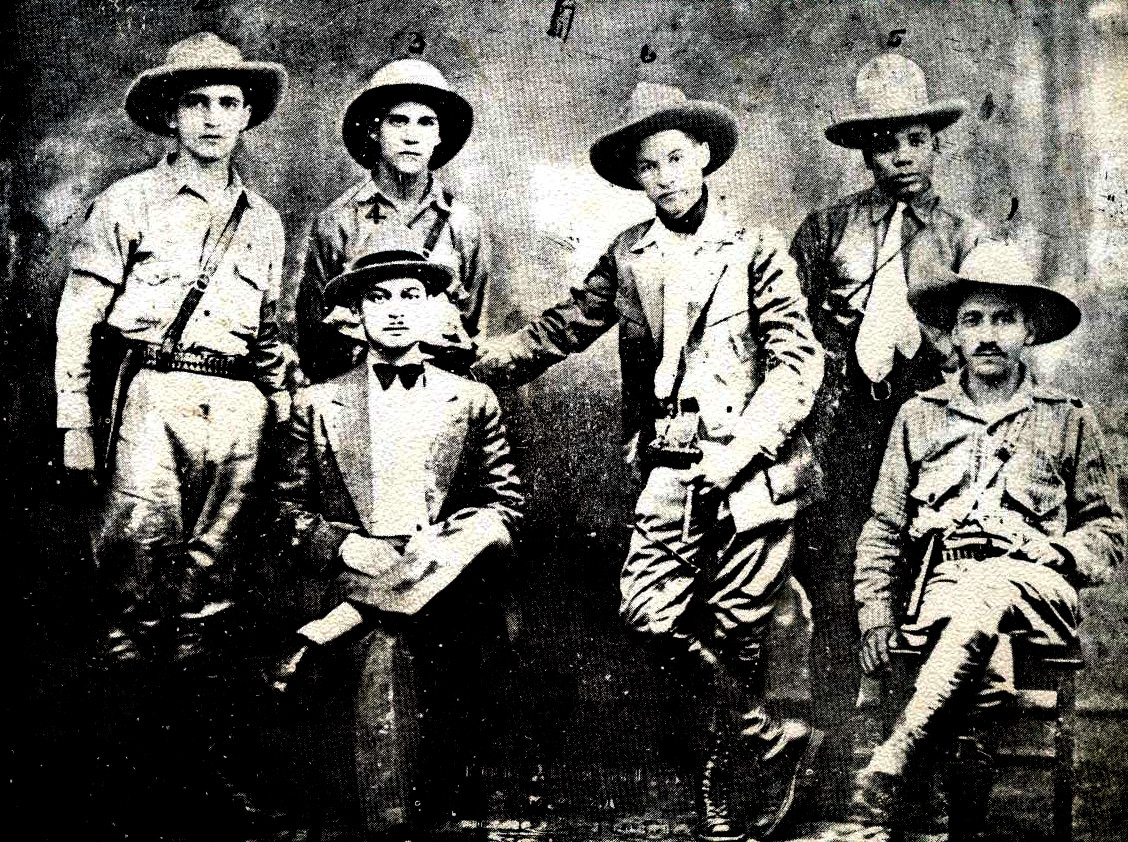
Esta foto muestra a la Legión Latinoamericana, la Brigada Internacional, los otros revolucionarios de la región que se unieron al general Sandino en su guerra contra los ocupantes coloniales estadounidenses. De izquierda a derecha; Rubén Ardilla Gómez, José paredes, Augusto Sandino, Gregorio Urbano Gilbert; Sentados Sócrates Sandino y Agustín Farabundo Martí.

Martí no logró convertir a Sandino al marxismo-leninismo y regresó a El Salvador en 1929, pero Martí retuvo el más alto respeto personal por Sandino. Poco antes de su ejecución en 1932, Martí declaró que no había mayor patriota en toda Centroamérica que el general Sandino. Por su parte, Martí fue un internacionalista endurecido y un devoto admirador de León Trotsky; a lo largo de la década de 1920 llevaba un alfiler de solapa que presentaba una imagen de Trotsky dentro de una estrella roja. La Asociación General de Estudiantes Universitarios Salvadoreños (AGEUS) fue una organización estudiantil de la Universidad de El Salvador (UES), siendo fundada en San Salvador, ciudad capital de El Salvador, con la finalidad de defender los intereses de los alumnos de esa institución de educación superior. Fue creada en 1927, durante el gobierno del presidente Pío Romero Bosque. Entre sus fundadores se encontraban los estudiantes universitarios Alfonso Luna, Mario Zapata y Agustín Farabundo Martí.

### Militancia en el Partido Comunista de El Salvador
Voló a El Salvador a tiempo para la campaña electoral de diciembre de 1930. Ese año, Martí y algunos asociados cercanos, incluido Miguel Mármol, fundaron el Partido Comunista de El Salvador. Contrariamente al enfoque establecido dirigido por Moscú, los comunistas salvadoreños se negaron a participar en las elecciones y en su lugar concentraron sus esfuerzos en organizar el campesinado rural desposeido. Fue dirigente del Partido Comunista Salvadoreño (PCS), fundado en 1930, mientras El Salvador vivía los efectos de la crisis económica internacional. Conocido ya por sus actividades comunistas, fue exiliado por el presidente Pío Romero Bosque antes de las elecciones presidenciales de finales de 1930. Martí fue exiliado una vez más debido a su popularidad entre los pobres de la nación, y hubo rumores de su próxima nominación a la presidencia al año siguiente. Terminadas las elecciones, en las que fue ganador el civil Arturo Araujo, Martí fue liberado de la cárcel y regresó a El Salvador clandestinamente.

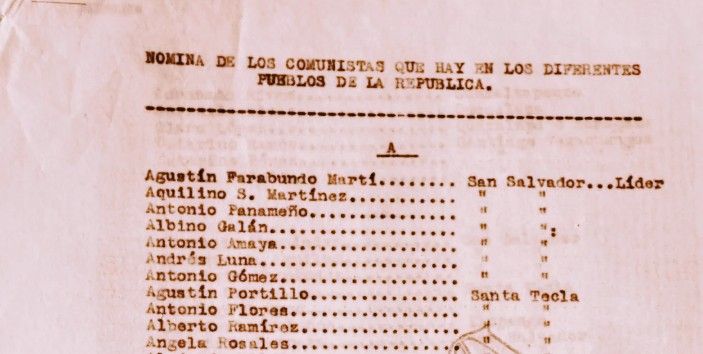
Lista que contiene el nombre de Farabundo Martí como líder de la insurrección campesina de 1932.

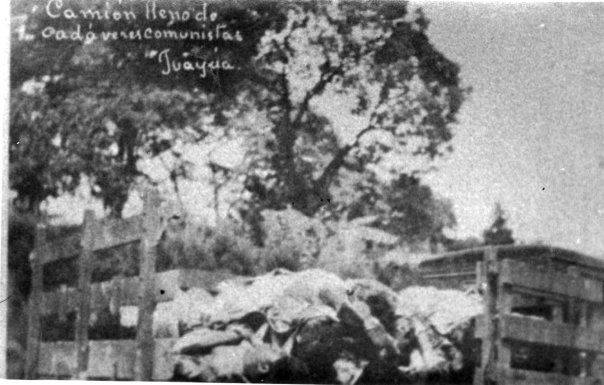
Camioneta llena de cadáveres en Juayua, después Levantamiento campesino en El Salvador circa 1932

Los comunistas inicialmente perdieron terreno ante el experimento reformista del presidente Arturo Araujo, pero ganaron fuerza después de que un golpe de Estado en diciembre de 1931 llevara a los militares al poder.
El 2 de diciembre de 1931, tras el derrocamiento del presidente Araujo, el general Maximiliano Hernández Martínez ascendió al Poder Ejecutivo.  Martí, en más de una oportunidad, consideró que este militar era inescrupuloso y sanguinario, y que estaba dispuesto a usar, en la primera oportunidad que se presentara, las armas para dar un baño de sangre sin precedente, con tal de aniquilar el movimiento de masas. En enero de 1932, el PCS participó en las elecciones municipales y legislativas, denunciando en los días siguientes la realización de actos constitutivos de fraude electoral por el gobierno de Martínez.  Miguel Mármol, impulsó una gestión. “Después de una larga discusión en que el Partido no encontraba salida, dice Mármol, propuse el nombramiento de una comisión que fuera a parlamentar con Hernández Martínez. Esta proposición, de momento, hizo choque en la asamblea. Por lo que solicité permiso para tener un poco de respiro fuera del recinto de la reunión. El camarada Martí habiendo consultado un libro escrito en francés, que tenía a la mano, apoyó la proposición de Mármol amparado en lo que acababa de leer: “El Estado Mayor del proletariado (Comité Central del Partido) en ciertas circunstancias puede parlamentar con el Estado Mayor de la burguesía (su gobierno)”. En cambio, Joaquín Valdez se encargaría de representar al presidente en un intento de negociación de parte de los líderes del Partido Comunista Salvadoreño (reunión que se llevó a cabo el 8 de enero de ese año), que al final sería infructuosa. Valdez  les dijo: “Más bien el gobierno no quiere llegar a ningún arreglo con ustedes; lo que procede es enfrentar la situación. Si los guardias V soldados tienen fusiles que disparar, también los trabajadores tienen machetes que desafilar”.
En esta coyuntura, el Comité Central del PCS decidió preparar un levantamiento popular contra el gobierno martinista. La Policía Nacional arrestó al líder del PCS, Agustín Farabundo Martí y a los dirigentes de agrupaciones estudiantiles universitarias, Alfonso Luna y Mario Zapata. Se les decomisaron documentos que supuestamente probaban los planes de insurrección, los cuales fueron usados posteriormente en juicios militares.
El PCS sufrió un golpe moral y organizacional. A finales del mes de enero de 1932, la situación nacional tomó tintes caóticos; los cuerpos de seguridad arrasaban con cualquier agrupación o individuo que se involucrase en actos subversivos o revolucionarios. A la vez que el PCS era perseguido, los indígenas del occidente se alzaron contra el régimen en protesta por sus pobres condiciones de vida; no existe documentación que respalde la postura que afirma que el levantamiento campesino fue realizado por el Partido Comunista Salvadoreño, pero debido a las fechas en las que ocurrieron ambos alzamientos, las fuerzas armadas decidieron responder de igual forma a ambos movimientos. Tras los eventos de finales de enero Farabundo Martí fue detenido el 19 de enero de 1932 en una casa del barrio San Miguelito de San Salvador, junto a los estudiantes universitarios Alfonso Luna y Mario Zapata. El levantamiento se inició el 22 de enero de 1932, y se extendió por la zona occidental del país. Los campesinos lograron tomar algunos cuarteles pero estaban mal armados y carecían de un plan estructurado. La insurrección fue aplastada por el ejército del presidente Martínez, con una fuerte represión que, en pocas semanas, provocó entre 15 000 y 30 000 muertos, aunque nunca se supo la cifra exacta de la matanza. Fueron acontecimientos trascendentales en la historia del país. La revuelta demostró el valor de la dictadura militar a la élite terratenista, que se convenció de la necesidad de una vigilancia eterna contra la amenaza de una revolución comunista. También eliminó la amenaza inmediata de la izquierda, así como la mayoría de los últimos vestigios de la cultura indígena. La escala de la represión del gobierno a raíz de la rebelión fallida no tiene precedentes en la historia de El Salvador. El ejército, la policía, la Guardia Nacional y las fuerzas privadas de los hacendados participaron en una orgía de matanzas que duró una semana. Los líderes de la insurrección, incluido Agustín Farabundo Martí, fueron capturados y fusilados. El resultado cambió el clima político de la nación, solidificando el poder del general Martínez, creando apoyo a un régimen militar y dejando a todo el istmo asustado del comunismo. Para las élites salvadoreñas, la revuelta combinaría sus fuertes temores a la rebelión indígena y la revolución comunista. Cuando la violencia de La Matanza amainó, una combinación de racismo y anticomunismo se convirtió en la ideología principal de la élite. Esta ideología sirvió para bloquear el cambio social y justificar la represión. Políticamente, El Salvador tendría una serie de juntas militares hasta la guerra civil de El Salvador en la década de 1980. En El Salvador, lo que comenzó como una revolución y se convirtió en una masacre de trabajadores del café se conoce como la matanza o la masacre del 32. 

### Muerte

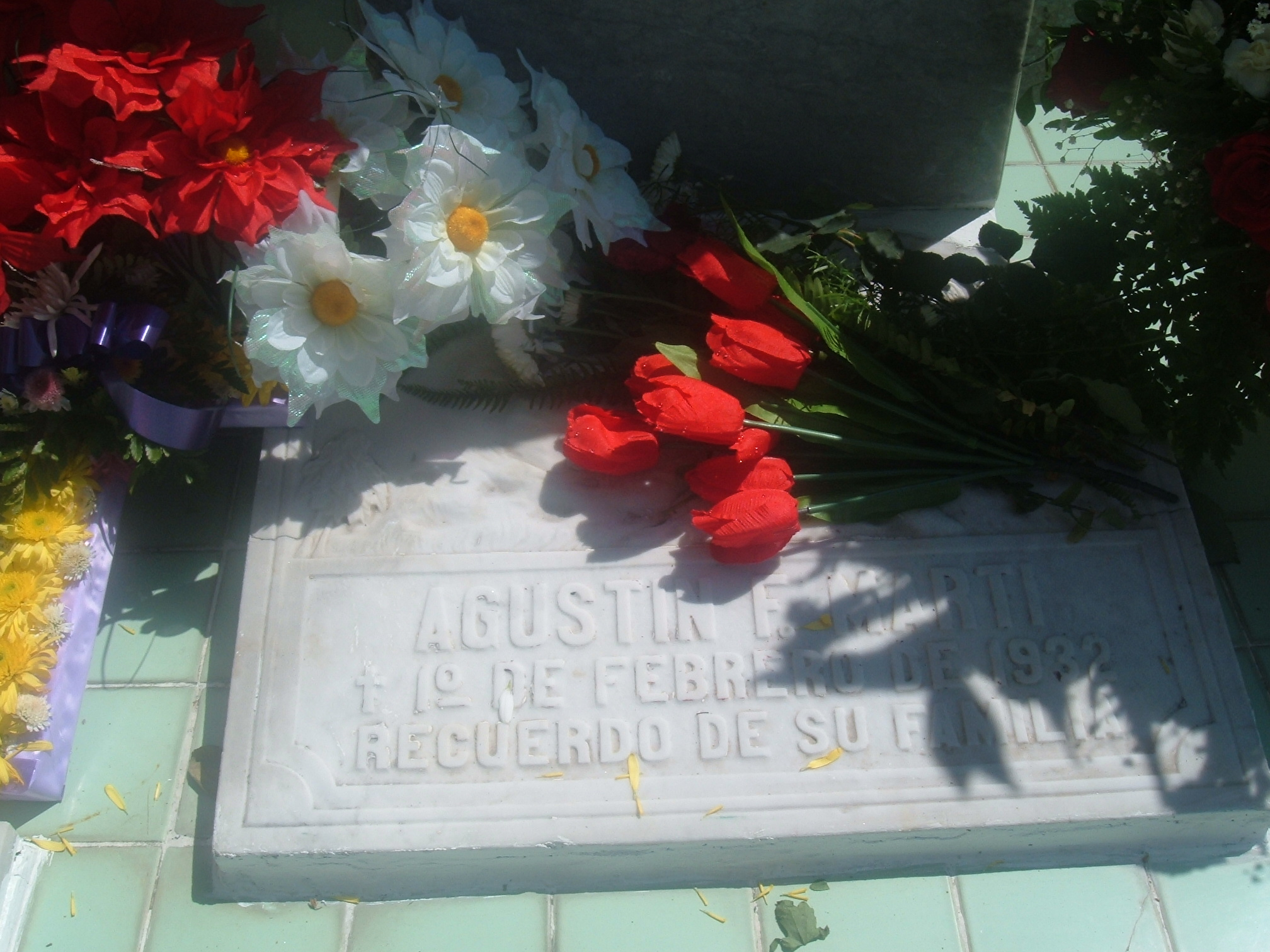
Lápida de Farabundo Martí en el Cementerio de Los Ilustres (en San Salvador). El levantamiento campesino salvadoreño de 1932, originalmente dirigido por Farabundo Martí y Abel Cuenca, y los estudiantes Alfonso Luna y Mario Zapata, pero estos líderes fueron capturados antes de la insurrección planeada. Solo Cuenca sobrevivió; lo que resultó en una represión gubernamental que más tarde se conoce como La Matanza, porque decenas de miles de campesinos murieron en el caos subsiguiente por orden del presidente Martínez.

Martí y sus compañeros Luna y Zapata estuvieron encarcelados en la Vieja Penitenciaría de San Salvador luego de haber sido encontrados por elementos de la Policía Nacional y Osmín Aguirre y Salinas como director del levantamiento insurreccional. Fueron juzgados y condenados por un tribunal militar; solamente Martí aceptó su responsabilidad de máximo líder del levantamiento, como representante del Socorro Rojo Internacional. Asimismo, defendió a los estudiantes Luna y Zapata, diciendo que ellos no habían estado profundamente involucrados en los hechos. En efecto, antes de Martí, se le permitió la palabra a Luna y a Zapata y ellos dijeron ante el tribunal no ser directamente responsables de los hechos, sino que habían buscado a un mentor en Farabundo Martí, al ser ellos buscados por publicar el boletín Estrella Roja.  El defensor echa mano del último recurso legal que le queda: apela ante el presidente de la República, general Martínez, en cuyas manos está la decisión final de conmutar la pena capital por otra de menor jerarquía penal. Sin embargo el tirano firma, poco después que le es presentado el recurso, su denegatoria del indulto. En los rostros de los condenados no se trasluce ninguna manifestación de temor frente al fallo definitivo. Una crónica periodística anota que después que termina la notificación Luna expresa: "Martí es como Sócrates, yo reconozco en él a mi maestro y dirigiéndose a Martí, le pregunta: ¿Reconoce usted en mi a su discípulo? Martí, con voz pausada, responde: "Si reconozco en ti a mi discípulo. Ahora vamos a morir juntos los tres". Zapata se mantuvo callado.
En la tarde del 31 de enero de 1932 los prisioneros fueron llevados a una capilla para un servicio, y luego llegaron dos sacerdotes, el Padre Prieto y el Padre Rutilio Montalvo. Martí entonces dijo que no tenía pecados por los cuales confesarse. Una versión afirma que, en el momento de confesarse, Martí le dijo a un sacerdote que "he perdido la fe en los principios omnipotentes, los cuales de acuerdo a ustedes son todos justicia y todos amor", y preguntó al sacerdote si era justo lo que había hecho el ejército y los burgueses a los fallecidos de "nuestros rangos". Los otros dos acusados sí se confesaron y, cuando a Luna le fue permitido decir algo, admitió que no había comprendido los actos que serían necesarios para hacer justicia por los pobres, ya que se le acusaba de los actos inhumanos hechos por la revuelta comunista.

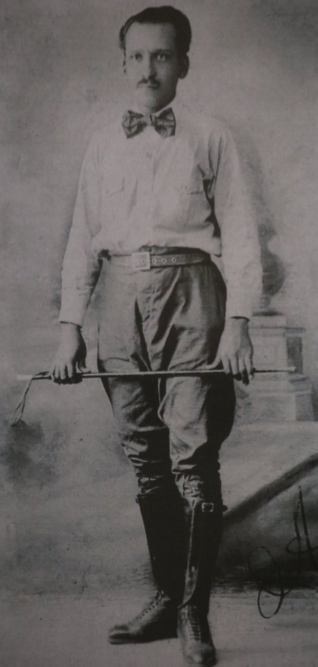
Martí sigue siendo una figura de mártir para la izquierda de El Salvador. Su legado se invoca en nombre del partido político salvadoreño Frente Farabundo Martí para la Liberación Nacional o FMLN

Los tres fueron fusilados el 1 de febrero de 1932. También perecieron otros dirigentes del levantamiento, como Feliciano Ama (líder indígena de Izalco) y Francisco Sánchez (que dirigió el levantamiento de Juayúa). Los historiadores todavía debaten la influencia de los miembros del Partido Comunista Salvadoreño en la insurrección. Algunos estudios recientes, privilegian el papel de las cofradías indígenas, como la encabezada por Ama, en la organización del levantamiento y piensan que el papel de los comunistas fue marginal.

### Legado

«Cuando la historia no se puede escribir con la pluma entonces debe escribirse con el fusil» (Farabundo Martí).

Su figura fue retomada por la izquierda salvadoreña en las décadas siguientes, como símbolo de resistencia frente a los sucesivos gobiernos militares. En 1980 se bautizó en su honor la alianza de organizaciones guerrilleras (actualmente transformada en partido político vencedor de las elecciones presidenciales en 2009 y 2014) Frente Farabundo Martí para la Liberación Nacional (FMLN). Una de las agrupaciones originarias del FMLN, la más poderosa durante la guerra civil que vivieron los salvadoreños entre 1979 y 1992, también llevaba su nombre: las Fuerzas Populares de Liberación "Farabundo Martí".
En 1972, el historiador salvadoreño Jorge Arias Gómez publicó la obra Farabundo Martí. Esbozo biográfico con un estudio detallado de la vida de este dirigente político. En 1971 el historiador Thomas Anderson publicó Matanza, un libro lleno de testimonios de personajes que vivieron durante esa época de 1932, con edición original en inglés, pero también traducida al español por EDUCA, en Costa Rica.